# Uruçu-amarela
Uruçu amarela é um termo popular que dá nome a diversas espécies de abelhas sem ferrão eusociais da tribo Meliponini. O termo, isoladamente, não permite identificar qual espécie realmente se refere, exceto pelo seu próprio nome científico. Cada espécie costuma habitar um bioma em específico, por exemplo a Melipona rufiventris costuma ocupar habitats mais secos, como os cerrados, já a Melipona mondury locais úmidos como a mata atlântica, enquanto a Melipona flavolineata é encontrada na região da Amazônia. Por conta disto não é recomendada a criação destas espécies no mesmo local para evitar o nascimento de híbridos.

## Espécies
Existe pelo menos uma dezena de abelhas sem ferrão apelidadas popularmente de "uruçu amarela", algumas delas são: 
- Melipona rufiventris (BA, ES, GO, MG, MT, MS, PI, SP)
- Melipona brachychaeta (AC, MT, RO)
- Melipona captiosa (AC, AP, AM)
- Melipona cramptoni (RR)
- Melipona dubia (AC, AM, RO)
- Melipona flavolineata (CE, MA, PA, TO)
- Melipona fulva (AP, AM, PA, RR)
- Melipona mondury (BA, ES, MG, PR, RS, RJ, SC, SP)
- Melipona paraensis (AP, AM, PA)
- Melipona puncticolis (AM, PA, MA)